# Gornji Milanovac
Gornji Milanovac (izvirno srbsko Горњи Милановац) je naselje v Srbiji, ki je središče istoimenske občine; slednja pa je del Moraviškega upravnega okraja.

## Demografija
V naselju živi 18869 polnoletnih prebivalcev, pri čemer je njihova povprečna starost 36,8 let (35,9 pri moških in 37,6 pri ženskah). Naselje ima 7786 gospodinjstev, pri čemer je povprečno število članov na gospodinjstvo 3,08.
To naselje je, glede na rezultate popisa iz leta 2002, večinoma srbsko, a v času zadnjih 3 popisov je opazen porast števila prebivalcev.
|  |

| Demografija | Demografija     | Demografija     |
| Leto        | Št. prebivalcev | Št. prebivalcev |
| ----------- | --------------- | --------------- |
|             |                 |                 |
| 1900        | 2000            |                 |
|             |                 |                 |
|             |                 |                 |
| 1948        | 2697            |                 |
| 1953        | 3402            |                 |
| 1961        | 4492            |                 |
| 1971        | 10972           |                 |
| 1981        | 17791           |                 |
| 1991        | 22432           | 22070           |
| 2002        | 24425           | 23982           |
|             |                 |                 |

| Etnična sestava po popisu iz leta 2002 | Etnična sestava po popisu iz leta 2002 | Etnična sestava po popisu iz leta 2002 | Etnična sestava po popisu iz leta 2002 | Etnična sestava po popisu iz leta 2002 |
| -------------------------------------- | -------------------------------------- | -------------------------------------- | -------------------------------------- | -------------------------------------- |
| Srbi                                   | Srbi                                   |                                        | 23.230                                 | 96,86%                                 |
| Črnogorci                              | Črnogorci                              |                                        | 134                                    | 0,55%                                  |
| Jugoslovani                            | Jugoslovani                            |                                        | 78                                     | 0,32%                                  |
| Romi                                   | Romi                                   |                                        | 72                                     | 0,30%                                  |
| Makedonci                              | Makedonci                              |                                        | 37                                     | 0,15%                                  |
| Hrvati                                 | Hrvati                                 |                                        | 33                                     | 0,13%                                  |
| Slovenci                               | Slovenci                               |                                        | 10                                     | 0,04%                                  |
| Madžari                                | Madžari                                |                                        | 10                                     | 0,04%                                  |
| Muslimani                              | Muslimani                              |                                        | 6                                      | 0,02%                                  |
| Ukrajinci                              | Ukrajinci                              |                                        | 5                                      | 0,02%                                  |
| Rusi                                   | Rusi                                   |                                        | 5                                      | 0,02%                                  |
| Goranci                                | Goranci                                |                                        | 4                                      | 0,01%                                  |
| Bolgari                                | Bolgari                                |                                        | 3                                      | 0,01%                                  |
| Čehi                                   | Čehi                                   |                                        | 2                                      | 0,00%                                  |
| Slovaki                                | Slovaki                                |                                        | 2                                      | 0,00%                                  |
| Rusini                                 | Rusini                                 |                                        | 1                                      | 0,00%                                  |
| Romuni                                 | Romuni                                 |                                        | 1                                      | 0,00%                                  |
| Nemci                                  | Nemci                                  |                                        | 1                                      | 0,00%                                  |
| Albanci                                | Albanci                                |                                        | 1                                      | 0,00%                                  |
| Neznano                                | Neznano                                |                                        | 170                                    | 0,70%                                  |